# モシモシ
モシモシは、日本の男女お笑いトリオ。太田プロダクション所属。

## メンバー
まぐろ（1994年8月24日 - ）（30歳）
ツッコミ担当。
本名：坂野 良樹（さかの よしき）。山形県山形市出身、日本大学経済学部中退。身長180 センチメートル (cm)、体重80 キログラム (kg)。血液型はA型。
趣味・特技：デジモンカード、激辛料理を食べること、カラオケ、晩酌、食べること、なんでも美味しそうに食べる、即興で架空のコンビのツカミをやる。
日本大学経商法落語研究会、早稲田大学お笑い工房LUDO出身。当初はピン芸人がメインだったものの、後にLUDO時代の大学2年冬頃に大島育宙（現・XXCLUB）とコンビ「ウィル酢味噌」を結成し主にコントを演じた。2015年に共通の知人から紹介されて慶應義塾大学お笑い道場O-keis出身の細田祥平（現・ひつじねいり）とコンビ「バーニーズ」を組み、マセキ芸能社で活動した。バーニーズでは主に漫才でボケを担ったものの、2018年11月30日を以て解散。2019年、現在の相方2人のコンビへ合流する形でトリオとなる。
芸名の「まぐろ」は、マグロが好きすぎるあまり学生時代にSNSのアイコンをマグロにしたところ、友人から「まぐろ」と呼ばれるようになったことがきっかけ。

いけ（1992年11月4日 - ）（32歳）
ボケ担当。
本名：池田 佳弘（いけだ よしひろ）。群馬県高崎市出身、早稲田大学法学部卒業。身長172 cm、体重63 kg。血液型はA型。
趣味・特技：ドッジボール（関東大会ベスト8）、ランニング、長距離走。
早稲田大学お笑い工房LUDO時代は幹事長を務めた。
テレビ番組制作会社のサラリーマンとして3年ほど勤務を経て、あきちゃん・武藤天時とトリオ「ブレイブストーリー」を結成するも、武藤が芸人を引退して現在のトリオ名に改名後、しばらくは男女コンビとして活動した。
2024年度の『FNS27時間テレビ』でのコーナー「100キロサバイバルマラソン」において優勝を果たし、賞金1000万円を獲得した。

あきちゃん（1993年5月13日 - ）（31歳）
ボケ担当。
本名：松井 亜樹（まつい あき）。東京都出身、日本大学芸術学部中退。身長157cm、体重58kg。血液型A型。
趣味：カレー屋めぐり、日向坂46。
特技：日向坂46の雰囲気ものまね。
ワタナベコメディスクール20期生。早稲田大学お笑い工房LUDO時代からアンゴラ村長（現・にゃんこスター）とコンビ「暇アフタヌーン」を組み、一時期はワタナベエンターテインメントに所属した 。
ゲーム実況者のなな湖は大学時代の先輩で、なな湖・とーる・よこちゃんの4人で「初台力組」というユニットを組んで活動している。

## 概要・芸風
早稲田大学お笑い工房LUDO出身の3人により、2019年5月結成。同年6月から太田プロJr.ライブにして活動開始。学生時代の年次ではいけ・あきちゃん・まぐろの順であるが、いけは一旦就職していたため芸歴はあきちゃん・まぐろ・いけの順で長い。
主にコントを演じ、まぐろが女装して登場人物は男性1人女性2人となる設定のネタが多い。

## 賞レース成績
- 第41回ABCお笑いグランプリ最終予選進出
- 2020年おもしろ荘スペシャル最終オーディション進出[8]
- ツギクル芸人グランプリ2021決勝進出
- キングオブコント2021準々決勝進出
- マイナビlaughter Night第8回チャンピオンライブ決勝進出
- キングオブコント2022 準々決勝進出
- キングオブコント2023 準々決勝進出
- ネタパレニュースター勝ち抜きパレード 2代目チャンピオン
- M-1グランプリ2023準々決勝進出[9]
- 第3回のむシリカPresents お笑いJACKPOT 3位
- M-1グランプリ2024 3回戦進出[9]

## 出演

### テレビ
- そろそろ にちようチャップリン（テレビ東京）現在のトリオで地上波初出演[10][11]
- ダウンタウンのガキの使いやあらへんで!「山-1グランプリ2021」（日本テレビ）
- ネタパレ（フジテレビ）- 2021年4月16日「ニュースターパレード」
- 有吉の壁（日本テレビ）- 2021年11月10日、2022年3月29日（第3回若手予選会）
- ザ・ベストワン（TBSテレビ）- 2022年2月11日
- 昼ドキ!TV やまがたチョイす（さくらんぼテレビジョン） - 2023年4月1日～「やまがたラーメン道」※まぐろのみ
- 深夜のハチミツ（フジテレビ） - 2023年6月‐8月

### ラジオ
- マイナビ Laughter Night（TBSラジオ）- 2021年11月第1週「今週の一番」[12]、及び同月の月間チャンピオン[13]

### 舞台
- 放課後戦記2020 ※あきちゃんのみ[14]